# 菲律賓眾議院大樓爆炸案
14°41′33″N 121°05′41″E / 14.6925°N 121.0947°E
菲律賓眾議院大樓爆炸案發生于2007年11月13日晚間8點，在菲律賓國會大樓的南翼，即眾議院大樓發生爆炸。該大樓位於奎松市東北邊。目擊者指稱，爆炸時地面會震動，而且天花板的一部分塌下來，建築物的外牆塊散於周圍。爆炸产生的强烈震波摧毁了大堂的部分天花板，爆炸引发的大火还烧毁了部分停在楼外的汽车。
眾議會議長何塞·德·贝内西亚在接受廣播訪問時指出「在國會大樓南翼有炸彈爆炸」。因為剛剛散會，所以當爆炸發生時許多眾議員仍然在大樓內，他們當時還沒有離開。爆炸之後，他們被要求不要離開大樓。
爆炸時，代表加布里埃拉妇女党的露斯維敏塔·伊拉甘（Luzviminda Ilagan）眾議員司機馬提雅爾·達度（Marcial Taldo）現場立即死亡，而露斯維敏塔·伊拉甘（Luzviminda Ilagan）眾議員、代表東內格羅省的亨利·特維斯眾議員，以及另外兩位眾議員則是受傷。達度的屍體在伊拉甘的座車中被發現。
议长德贝内西亚在菲律宾总统阿罗约命令菲律賓國家警察总长阿維利諾·拉松（Avelino Razon）亲自监督排查之前便下令对整个大楼进行一次彻底的排查，確定大樓內沒有其他的炸彈。
眾議員瓦哈卜·阿克巴爾在爆炸中受到重傷，送至醫院之後不治，享年47歲。眾議員亨利·特維斯的中耳遭受嚴重的傷害，可能會導致他失去聽覺。更早的報告敘述他的腿需要截肢，但是已經被醫生的診斷駁回。醫生診斷認為只要小範圍的截除手術就可以使議員的腳復原。
此次袭击疑似是针对议员瓦哈卜·阿克巴尔的刺杀事件，因为他事前已经多次遭到多个组织的恐吓。

## 罹難者
- 眾議員瓦哈卜·阿克巴爾，代表巴西兰省的巴西蘭德選區（英语：Legislative districts of Basilan）[4]
- Junaskiri Hayudini，瓦哈卜·阿克巴爾的國會助理
- 馬提雅爾·達度（Marcial Taldo），加布里埃拉妇女党代表露斯維敏塔·伊拉甘眾議員的司機[3]
- Maan Gale Bustalino，眾議員亨利·特維斯的國會助理

## 傷者
- 眾議員亨利·特維斯，代表東內格羅省第三選區
- 眾議員露斯維敏塔·伊拉甘（Luzviminda Ilagan），代表加布里埃拉妇女党

另有近十人受傷。